# 吹浦郵便局
吹浦郵便局（ふくらゆうびんきょく）は、山形県飽海郡遊佐町にある郵便局。
かつては郵便区番号「999-85」の配達を受け持つ集配郵便局であったが、現在は遊佐郵便局に移管され無集配郵便局となっている。

## 概要
住所：〒999-8521 山形県飽海郡遊佐町吹浦川田33-23

## 沿革
- 1872年8月4日（明治5年7月1日） - 吹浦郵便取扱所として開局[1]。
- 1875年（明治8年）1月1日 - 五等郵便局の吹浦郵便局となる[1]。
- 1876年（明治9年） - 吹浦村ノ内吹浦郵便局に改称[1]。
- 1881年（明治14年）7月 - 四等郵便局となる[1]。
- 1886年（明治19年）
  - 4月26日 - 三等郵便局となる[2]。
  - 6月1日 - 吹浦郵便局に改称[3]。
- 1889年（明治22年）4月1日 - 貯金事務開始[4]。
- 1891年（明治24年）1月16日 - 郵便為替事務開始、但し小為替振出事務は取り扱わず[5]。
- 1892年（明治25年）7月1日 - 小為替振出事務開始[6]。
- 1896年（明治29年）7月1日 - 小包郵便取扱開始[7]。
- 1899年（明治32年）4月1日 - 電信為替事務開始[8]。
- 1901年（明治34年）9月26日 - 三等郵便電信局とし、吹浦郵便電信局に改称[9]。
- 1903年（明治36年）4月1日 - 通信官署官制の施行に伴い吹浦郵便局（三等）となる[10]。
- 1912年（大正元年）11月1日 - 電話通話事務開始[11]。
- 1929年（昭和4年）3月11日 - 集配区内に高瀬郵便取扱所設置[12]。
- 1930年（昭和5年）3月16日 - 高瀬郵便取扱所を高瀬郵便局（三等、無集配）に改定[13]。
- 1932年（昭和7年）8月26日 - 電話事務開始[14]。
- 1933年（昭和8年）3月31日 - 電話交換業務開始[15]。
- 1939年（昭和14年）10月23日 - 高瀬郵便局にて電話交換業務開始[16]。
- 1952年（昭和27年）4月16日 - 風景入通信日附印使用開始[17]。
- 1956年（昭和31年）4月19日 - 高瀬郵便局にて電話交換事務廃止、遊佐郵便局に移管[18]。
- 1963年（昭和38年）12月16日 - 郵便区内に升川簡易郵便局開局[19]。
- 1969年（昭和44年）7月20日 - 高瀬郵便局にて和文電報配達事務廃止、遊佐電報電話局に移管[20]。
- 1971年（昭和46年）7月7日 - 電話交換及び和文電報配達業務廃止、遊佐電報電話局に移管[21]。
- 1988年（昭和63年）9月20日 - 風景入通信日附印使用開始、旧来のものは19日限り廃止[22]。
- 2002年（平成14年）
  - 4月18日 - 升川簡易郵便局が一時閉鎖[23]。
  - 11月1日 - 升川簡易郵便局が営業再開[24]。
- 2018年（平成30年）3月5日 - 集配業務を遊佐郵便局へ移管、無集配局となる。

## 周辺
- 吹浦駅